# La niña santa
A La niña santa (magyar címe nincs, a spanyol cím jelentése: a szent lány) egy 2004-ben bemutatott, spanyol nyelvű argentin filmdráma.

## Cselekmény
|  | Alább a cselekmény részletei következnek! |

A történet egy argentin szállodában játszódik, ahol a szereplőknek két fő csoportját ismerjük meg. Az egyik csoportot az ott lakó iskolás korú lányok és családjaik alkotják, köztük Amalia és anyja, Helena, valamint Amalia legjobb barátnője, Josefina, a másik csoport pedig orvosokból áll, akik egy többnapos konferenciára érkeznek a szállodába, köztük egy Dr. Jano nevű, családos ember, aki azonban családját nem hozta magával.
A lányok katolikus hittanra is járnak, ahol többek között arról hallanak, mindenki kap valamilyen isteni eredetű jelet, ami alapján tudni fogja, mi a szerepe, célja az életben. Egy alkalommal, amikor egy különleges (tereminen játszó) utcazenészt hallgatnak, Amalia mögé odalép Dr. Jano, és mintegy szexuális célzásként, finoman odadörgölőzik a lányhoz, aki először megijed, de később úgy értékeli, ez egy jel, hogy jó útra kell térítenie az illetlen módon viselkedő férfit. Ám hamarosan a lány ráébred, hogy beleszeretett az orvosba, és titokban követni kezdi. Eközben azonban az orvos Helénával találkozik egyre többet, és egyre erősebb vonzalom alakul ki közöttük. Miután kiderül, hogy Helenának régebben volt egy-két kisebb színpadi szereplése, Dr. Jano arra is felkéri az asszonyt, a konferencia zárónapján egy kisebb színpadi előadásban lépjen fel vele együtt, ahol egy orvos–beteg-konzultációt játszanak el.
A doktor egy idő után észreveszi, hogy a lány több helyre követi őt, de ő nem viszonozza a lány közeledési próbálkozásait. A konferencia zárónapjára megérkeznek az orvos felesége és gyermekei, ám amikor a feleség elviszi a gyerekeket sétálni, Amalia belép az orvos szobájába, és megpróbálja megcsókolni a férfit, aki azonban eltaszítja magától, sőt, elindul, hogy elmesélje a kialakult helyzetet Helenának is. Amikor azonban Helenával találkozik, mégsem beszél, mert mindkettejüket magával ragadják az eddig visszafojtott érzelmek, bár mindketten tudják, hogy „őrültség” ez a viszony. A film végül úgy ér véget, hogy nem derül ki, mi történt a továbbiakban.
|  | Itt a vége a cselekmény részletezésének! |

## Szereplők
- Mercedes Morán ... Helena
- Carlos Belloso ... Dr. Jano
- María Alché ... Amalia, Helena lánya
- Alejandro Urdapilleta ... Freddy, Helena testvére
- Julieta Zylberberg ... Josefina

## Díjak és jelölések
| 2005 | Argentin Filmkritikusok Szövetségének díja | Legjobb új színésznő       | María Alche        | Jelölés  |
| 2005 | Argentin Filmkritikusok Szövetségének díja | Legjobb női mellékszereplő | Julieta Zylberberg | Jelölés  |
| 2005 | Argentin Filmkritikusok Szövetségének díja | Legjobb operatőr           | Félix Monti        | Jelölés  |
| 2005 | Argentin Filmkritikusok Szövetségének díja | Legjobb ruházat            | Julio Suárez       | Jelölés  |
| 2004 | Cannes-i filmfesztivál                     | Arany Pálma                |                    | Jelölés  |
| 2004 | Clarín-díj                                 | Legjobb rendező            | Lucrecia Martel    | Elnyerte |
| 2004 | Clarín-díj                                 | Legjobb új színésznő       | Julieta Zylberberg | Elnyerte |
| 2004 | Clarín-díj                                 | Legjobb új színésznő       | María Alche        | Jelölés  |
| 2005 | Reykjavíki nemzetközi filmfesztivál        | Speciális említés          | Lucrecia Martel    | Elnyerte |
| 2005 | Reykjavíki nemzetközi filmfesztivál        | Legjobb film               |                    | Jelölés  |
| 2004 | São Pauló-i nemzetközi filmfesztivál       | Kritikusok díja            |                    | Elnyerte |
| 2005 | VVFP-díj                                   | Legjobb film               |                    | 9. hely  |